# Таттімбетський сільський округ
Таттімбе́тський сільський округ (каз. Таттімбет ауылдық округі, рос. Таттимбетский сельский округ) — адміністративна одиниця у складі Каркаралінського району Карагандинської області Казахстану. Адміністративний центр — село Актасти.
Населення — 414 осіб (2021; 741 у 2009, 1219 у 1999, 1609 у 1989).
Станом на 1989 рік існувала Аркалицька сільська рада (села Актас, Тасшоки, Шилдебай) ліквідованого Єгіндибулацького району.

## Склад
До складу округу входять такі населені пункти:
| Населений пункт | Населення, осіб (1989) | Населення, осіб (1999) | Населення, осіб (2009) | Населення, осіб (2021) |
| --------------- | ---------------------- | ---------------------- | ---------------------- | ---------------------- |
| Актасти, село   | 1186                   | 902                    | 666                    | 389                    |
| Тасшоки, село   | 219                    | 148                    | -                      | -                      |
| Шилдебай, село  | 204                    | 169                    | 75                     | 25                     |